# Gordonsville (Virginie)
Pour les articles homonymes, voir Gordonsville.
Gordonsville est une localité du comté d'Orange en Virginie, aux États-Unis, dont la population était de 1 498 habitants lors du recensement des États-Unis de 2000.